# Mircea Teculescu

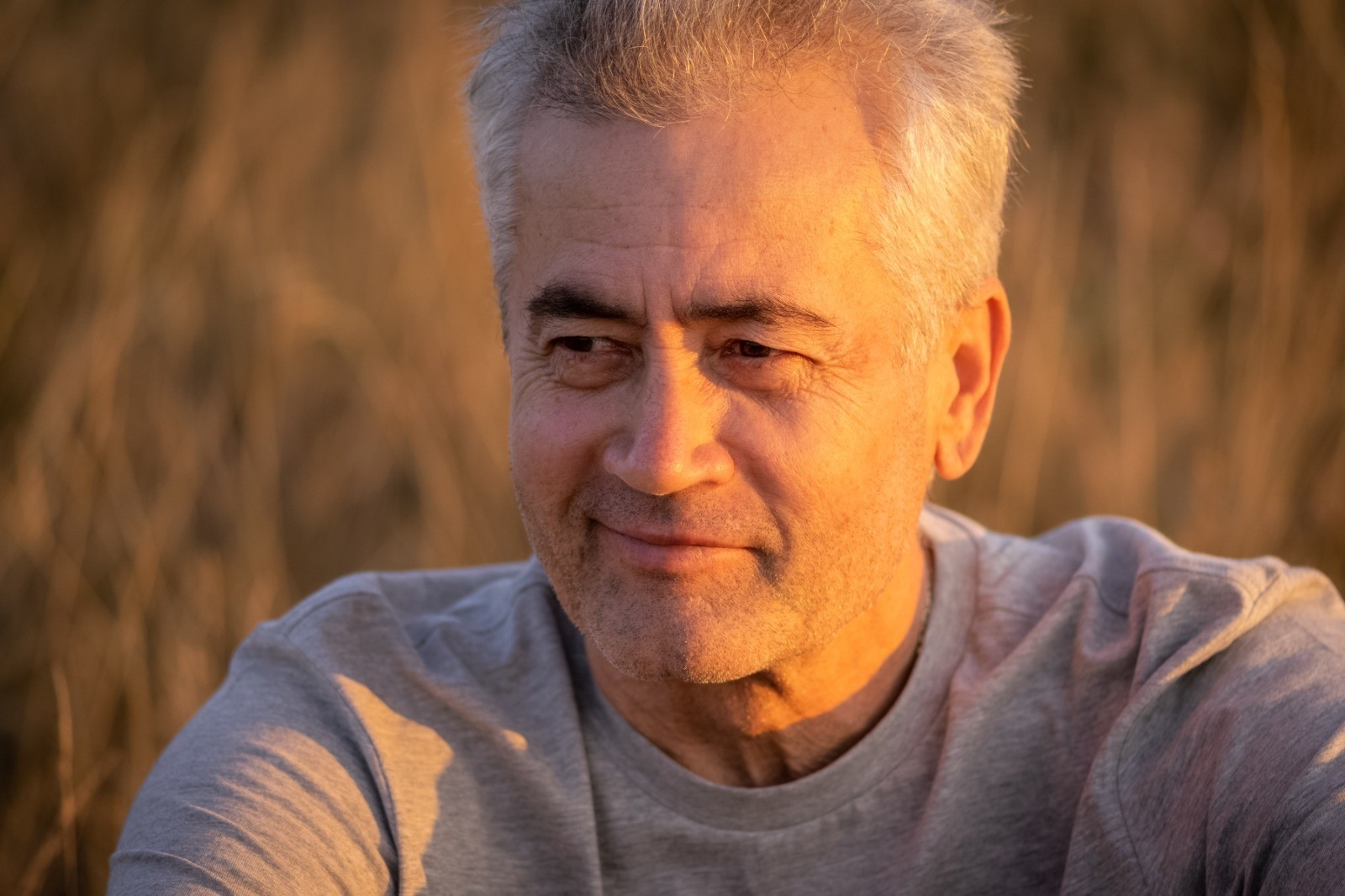
Mircea Teculescu in Campina, 2024

Mircea Teculescu (n. 3 iunie 1962, Ploiești) este un poet și prozator român, cunoscut pentru contribuțiile sale la literatura contemporană românească. Este membru al Uniunii Scriitorilor din România și al Cercului Literar "Geo Bogza" din Câmpina.

## Biografie
Mircea Teculescu a absolvit Facultatea de Tehnologia Construcțiilor de Mașini la Universitatea Transilvania din Brașov. După finalizarea studiilor, s-a stabilit în Câmpina, în 1985, unde a lucrat ca inginer și director tehnic la uzina NEPTUN.

## Cariera literară
Între 1992 și 2023, Teculescu a publicat articole, poezii și proză în numeroase reviste și publicații, printre care:
- Evenimentul social și artistic
- Valea Prahovei
- Jurnalul de Prahova
- Telegraful de Prahova
- Oglinda Prahoveană
- Ora
- Oglinda Câmpinei
- Viața Prahovei
- Albatros
- Revista Nouă
- Axioma
- Haiku Ploc (Franța)
- Oglinda literară
- Convorbiri Literare
- Ramuri
- Vatra
- Helis

A apărut în cinci antologii de haiku și o antologie de haibun, cea mai recentă fiind Solidaritate prin haiku (Constanța, 2011), dedicată dezastrului de la Fukushima. De asemenea, a câștigat patru premii la concursul lunar de haiku organizat de site-ul Kukai România.
Din 2003, este membru al Societății Haiku din Constanța.

## Premii și recunoaștere
De-a lungul carierei, Mircea Teculescu a fost distins cu mai multe premii literare, printre care:
- Mențiune de Onoare la Concursul Internațional organizat de "Occidentul Românesc" (2015)
- Premiul al II-lea la Concursul de literatură "Însemne culturale" (2016)
- Premiul "Octavian Moșescu" la Festivalul Internațional de Creație Literară "Titel Constantinescu" (2017)
- Premiul "Cartea anului 2017 – poezie" acordat de Consiliul Local Câmpina și Biblioteca Municipală Dr. C. I. Istrati pentru volumul Fiecare vede altceva (2017)
- Premiul "Grigore Tocilescu" la Festivalul Internațional de Poezie și Epigramă "Romeo și Julieta la Mizil" (2019)
- Premiul "Emil Brumaru" acordat de Filiala București - Poezie a Uniunii Scriitorilor din România (2020)
- Premiul Special al revistei Literadura pentru volumul Jocul și Moartea (2022)
- Premiul "Ion Stratan" pentru volumul Fapte diverse (poezii, nimic mai mult) (2023)

## Moștenire și impact
Lucrările lui Mircea Teculescu sunt remarcate pentru explorarea temelor filozofice și existențiale, fiind apreciate în special în genurile poezie și haiku. Stilul său se caracterizează prin reflecții asupra temelor sociale și personale, combinând expresia lirică cu elemente introspective.

## Lucrări publicate
Mircea Teculescu este autorul mai multor volume de poezie și proză, printre care:
- Exerciții de tăcere (2003)
- Porți în depărtare (2008)
- Venus de februarie (2016)
- Fiecare vede altceva (2017)
- Umbrele copacilor tăiați (2020)
- Jocul și Moartea (2022)